# Consequence
Consequence (anteriormente chamado Consequence of Sound) é um site norte-americano com sede em Chicago, responsável por publicar notícias e análises críticas sobre álbuns, canções e concertos realizados por artistas. Fundado por Alex Young, em setembro de 2007, a página conta com uma equipe de mais de cinquenta profissionais, ocupando cargos como escritores, editores, designers gráficos e fotógrafos, e tem Michael Roffman como presidente e editor-chefe, e Chris Coplan como editor de notícias. É considerado um dos sites mais influentes e importantes da atualidade e foi eleito pelo portal About.com o sétimo melhor blog musical de 2010. Também é responsável por publicar uma lista que avalia os melhores lançamentos musicais anualmente. A sua primeira publicação foi realizada em 2008.